# 着任式
着任式（ちゃくにんしき）とは、学校・組織等に務める職員や組織の長が人事異動により着任する際に行われる式典である。

## 概要
主に学校・自治体・警察・消防・自衛隊等の組織において春先や夏などの定期異動において行われており、このうち学校によっては、新任式（しんにんしき）、赴任式（ふにんしき）などとも呼ばれる。学校において多くの場合は年度初めの始業式と同時に行われ、着任者はここで初めて着任先の児童・生徒らと対面することになる。式典に関しては所属している人員のうち業務に支障の無い者が選抜されて式典に参加する。特に自治体や組織においては着任の対象となる組織の長の着任行事という側面が強く、着任前の経歴等が式典の場を借りて紹介される事もある。また自衛隊において駐屯地・基地司令職務担任部隊長が着任後に、駐屯地司令着任行事として日を改めて着任式とは別に行事が行われる場合もある。

## 式典
自治体・警察・自衛隊等の組織に関しては組織の長が交代する際に「着任式」という形で式典の場を設けており、特に自衛隊に関しては下は中隊等の小規模から方面隊・陸海空の幕僚監部・防衛大臣等の省全体規模といった大規模まで多岐にわたる。
なお、大日本帝国陸軍における一定以上の将校の着任時の式は、命課布達式と呼称される。

### 式典の進行
以下は自衛隊による進行の例で、当初は一部の例を除いて上級組織の長若しくは次級者から着任者の紹介が行われる、これを「着任長紹介行事」とされる。また着任式に関しては着任する部隊長が「執行者」となり本行事を執行する。部隊を指揮する部隊指揮官は当該部隊の副隊長等の次級者若しくは不在する場合は最先任者が指揮官となり指揮を行う。

#### 着任長紹介行事
1. 長（方面総監・師団長・連隊長等）登壇、長に敬礼（師団長等将官に対しては栄誉礼）
2. 着任部隊長紹介
3. 長に敬礼
4. 長退場

#### 部隊長着任式
1. 執行者（着任部隊長）登壇、執行者に敬礼（着任者が将官の場合は栄誉礼が行われる）
2. 巡閲
3. 執行者訓示
4. 執行者に敬礼（観閲行進が行われる場合は省略）
5. 観閲行進